# Artvin
Artvin (in georgiano ართვინი, Artvini, in laz Art'vini) è una città della Turchia orientale, prossima al confine con la Georgia, sul fiume Çoruh. È capoluogo dell'omonima provincia.